# Gloeomucro yakusimensis
Gloeomucro yakusimensis är en svampart som först beskrevs av Kobayasi, och fick sitt nu gällande namn av R.H. Petersen 1980. Gloeomucro yakusimensis ingår i släktet Gloeomucro och familjen Hydnaceae.   Inga underarter finns listade i Catalogue of Life.